# Alejandro Santana
Alejandro Santana Tirachini (Castro, 18 de julio de 1965) es un ingeniero comercial, contador auditor y político chileno. Entre 2010 hasta 2022 se desempeñó como diputado de la República. Desde 2025 ejerce como el gobernador de la Región de Los Lagos.

## Biografía
Es hijo de Bladimiro Santana y Oriana Tirachini. 
Está casado con Pamela Queirolo Scribe y padre de tres hijos: Belén, Benjamín y Bernardita.
Cursó la enseñanza básica en la Escuela N.º 1 Luis Uribe Díaz y realizó la enseñanza media en el Liceo Galvarino Riveros Cárdenas, ambos en su ciudad natal. Se tituló de ingeniero comercial y contador auditor en la Universidad Mariano Egaña, en Santiago. Además, tiene el grado de máster en Administración y Dirección de Empresas en la Escuela de Negocios IEDE de España, y posee postítulos en gestión de empresas en la Universidad de Chile y en políticas públicas en la Pontificia Universidad Católica de Chile.
En el ámbito laboral fue analista financiero en la Pesquera Iquique-Guanaye. Prosiguió como jefe de auditoría interna en la Constructora Eulogio Gordo. Entre 1992 y 2009 trabajó en Banmédica, donde llegó a ocupar el cargo de subgerente de la División Recaudación. Adicionalmente, ha sido profesor de Finanzas y Planificación Estratégica en la Universidad Nacional Andrés Bello. Asimismo, fue asesor y consultor de la empresa Petrus, entre otras.

## Carrera política
Santana es militante del partido Renovación Nacional (RN). En las elecciones parlamentarias de 2005 fue candidato a diputado de RN por el Distrito N.º 58, pero no resultó elegido. Entre 2007 y 2008 fue asesor del senador de la Región de Los Lagos, Carlos Kuschel.
En las elecciones parlamentarias de diciembre de 2009 fue elegido diputado para la Región de Los Lagos, Distrito N.º 58, correspondiente a las comunas de Ancud, Castro, Chaitén, Chonchi, Curaco de Vélez, Dalcahue, Futaleufú, Hualaihué, Palena, Puqueldón, Queilén, Quellón, Quemchi y Quinchao. En el periodo 2010-2014 fue integrante de las comisiones permanentes de Salud; de Pesca, Acuicultura e Intereses Marítimos; y de Zonas Extremas; y de la comisión especial de Turismo.
En las elecciones parlamentarias de noviembre de 2013, fue reelegido como diputado por el Distrito N.º 58, por el periodo 2014-2018. Es integrante de las comisiones permanentes de Cultura, Artes y Comunicaciones; Especial Mixta de Presupuestos; Hacienda (de la que se retiró en septiembre de 2014); y Zonas Extremas y Antártica Chilena. Santana resultó reelegido por el nuevo Distrito N.°26 por el período 2018-2022.

## Historial electoral
| Año  | Tipo           | Territorio          | Pacto                   | Partido | Votos  | %     | Resultado |
| ---- | -------------- | ------------------- | ----------------------- | ------- | ------ | ----- | --------- |
| 2005 | Parlamentarias | Distrito 58         | Alianza                 | RN      | 14 376 | 19,80 | No electo |
| 2009 | Parlamentarias | Distrito 58         | Coalición por el Cambio | RN      | 27 098 | 23,10 | Diputado  |
| 2013 | Parlamentarias | Distrito 58         | Alianza                 | RN      | 20 526 | 32,72 | Diputado  |
| 2017 | Parlamentarias | 26.º distrito       | Chile Vamos             | RN      | 23 556 | 17,10 | Diputado  |
| 2021 | Parlamentarias | 13.ª cicunscripción | Chile Podemos Más       | RN      | 24 963 | 8.43  | No electo |